# Jane Hutt

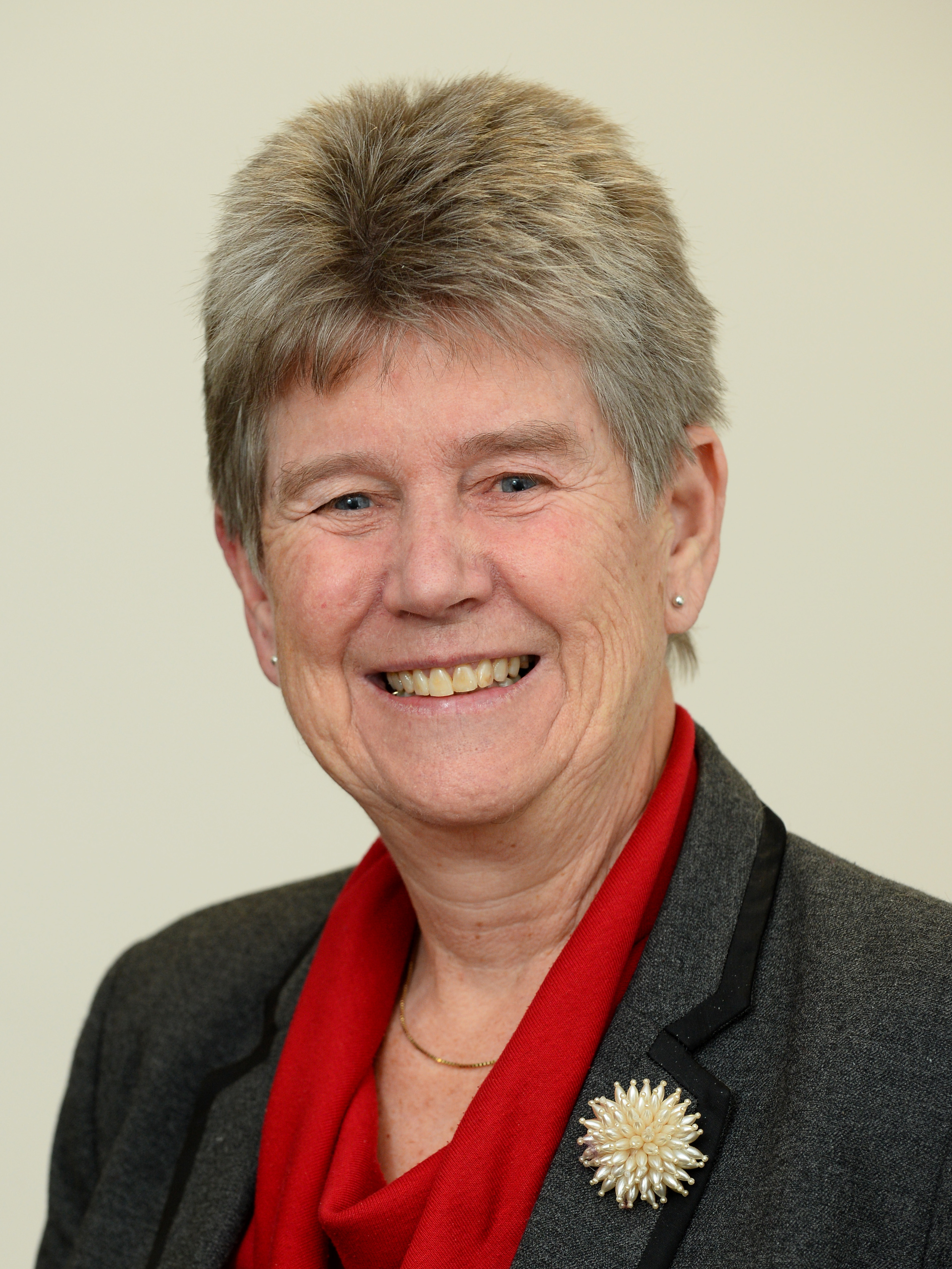
Jane Hutt

Jane Elizabeth Hutt (* 15. Dezember 1949 in Epsom, England) ist eine walisische Politikerin. Sie ist derzeit Mitglied des Senedd für den Wahlkreis Vale of Glamorgan und gehört der Labour Party an. In der derzeitigen Regierung von Vaughan Gething ist sie Chief Whip und Leader of the Senedd.

## Politik
Sie wurde 1999 als Mitglied der Welsh Labour Party für den Wahlkreis Vale of Glamorgan in die Walisische Nationalversammlung gewählt und konnte diesen 2003, 2007, 2011,  2016 und 2021 verteidigen. Hutt ist eine von wenigen Politikern, die dem Senedd seit der Devolution angehören.
Einzigartig ist auch, dass Jane Hutt seit 1999 in allen walisischen Regierungen verschiedene Ämter ausübte. Sie diente unter den fünf Ersten Ministern Alun Michael (1999–2000), Rhodri Morgan (2000–2009), Carwyn Jones (2009–2017), Mark Drakeford (2018–2024) und Vaughan Gething (seit 2024). Sie ist seit 2023 Chief Whip und seit 2024 Leader of the House. Hutt ist verheiratet und ist Mutter zweier Töchter.